# Малая Амзя
Малая Амзя — река в России, протекает по Осинскому и Бардымскому районам Пермского края. Устье реки находится в 11 км по левому берегу реки Тулва. Длина реки составляет 42 км. В 20 км от устья принимает слева реку Уймуж.
Исток находится в Осинском районе, на западе Тулвинской возвышенности, в 2 км к юго-западу от деревни Кашкара. Хотя всего в 6 км к западу от истока Малой Амзи протекает Кама (Воткинское водохранилище), от неё верховья Малой Амзи отделены холмистым хребтом, что приводит к тому, что Малая Амзя течёт сначала на юго-восток, а затем на северо-восток, в сторону долины Тулвы.
Вскоре после истока перетекает в Бардымский район. На реке стоят сёла Елпачиха и Федорки; деревня Майдан. Притоки — Бабыльга, Уймуж (левые); Верхняя Амзя, Дунай, Широкий Лог (правые). Ширина в среднем течении около 5 метров, в нижнем 10-15 метров.

## Данные водного реестра
По данным государственного водного реестра России относится к Камскому бассейновому округу, водохозяйственный участок реки — Кама от Камского гидроузла до Воткинского гидроузла, речной подбассейн реки — бассейны притоков Камы до впадения Белой. Речной бассейн реки — Кама.
Код объекта в государственном водном реестре — 10010101012111100015018.